# Squalus crassispinus
 Squalus crassispinus  — вид рода колючих акул семейства катрановых акул отряда катранообразных. Обитает в восточной части Индийского океана. Встречается на глубине до 262 м. Максимальный зарегистрированный размер 58 см. Не представляет интереса для коммерческого рыболовства.

## Таксономия
Впервые научно вид описан в 2007 году. Голотип представляет собой самку длиной 58 см, пойманную в 1991 году к западу от Норт-Уэст-Кейп (21°37' ю.ш. и 113°59' в.д.)на глубине 194—215 м. Паратипы: самки длиной 40—49,7 см и самец длиной 44,9 см, пойманные в бухте Николь, Западная Австралия, на глубине 187 м; самки длиной 54,1—54,3 см, пойманные у мыса Ламберт на глубине 248 м; взрослый самец длиной 47,6 см и самки длиной 56,3—56,5 см, пойманные в архипелаге Дампье на глубине 196 м; самка длиной 48,9 см и самец длиной 45,7 см, пойманные на рифах Роули на глубине 210—262 м. Видовой эпитет происходит от слов лат. crassus — «жирный», «толстый», «грубый» и лат. spinus — «терновник», «колючий кустарник».

## Ареал
Squalus crassispinus обитают в восточной части Индийского океана у побережья Западной Австралии. Эти акулы встречаются в верхней части материкового склона на глубине от 180 до 262 м.

## Описание
Максимальный зарегистрированный размер составляет 58 см. Тело стройное. Голова короткая и широкая, её ширина составляет 11,3 % от длины тела. Рот широкий. Расстояние от кончика рыла до рта в 2,1—2,4 раза меньше ширины рта. Овальные глаза довольно крупные, вытянуты по горизонтали. Позади глаз имеются брызгальца. У основания спинных плавников расположены длинные шипы. Основания шипов составляют до 1,5 % от длины тела (этим объясняется видовой эпитет). Второй спинной плавник меньше первого. Анальный плавник отсутствует. Хвостовой плавник асимметричный, выемка у края более длинной верхней лопасти отсутствует. Окраска серая, брюхо светлее. Кончики спинных плавников имеют тёмную окантовку. Количество позвонков осевого скелета составляет от 109 до 110.

## Биология
Самцы достигают половой зрелости при длине 44 см.

## Взаимодействие с человеком
Вид не представляет интереса для коммерческого промысла. В качестве прилова часто попадаются при глубоководном рыбном промысле. Данных для оценки Международным союзом охраны природы статуса сохранности вида недостаточно.